# En lektion i kärlek
En lektion i kärlek är en svensk komedifilm från 1954 i regi av Ingmar Bergman. Regiassistent var Rolf Carlsten.
Filmen hade premiär den 4 oktober 1954 på Röda Kvarn i Stockholm och Uppsala. Den blev en stor internationell framgång och var Bergmans första av tre filmer i en genre, som kan karakteriseras som den lätta erotiska komedin. De två följande var Sommarnattens leende och Kvinnodröm.
Samtliga dessa spelades in under perioden 1953–1955 och har samma skådespelare i huvudrollerna.

## Handling
David och Marianne är gifta sedan femton år, men sedan gynekologen David låtit sig förföras av en patient är äktenskapet i upplösning. David inser dock, att han älskar sin hustru och iscensätter ett utstuderat spel för att vinna henne tillbaka. Han överrumplar Marianne på ett tåg på väg till Köpenhamn, där hon skall möta sin älskare Carl-Adam, en ungdomsvän till dem båda. Då de anlänt till Köpenhamn övergår handlingen i ett triangeldrama.

## Recensionsutdrag
Signaturen Robin Hood i Stockholmstidningen: "Jag tycker Ingmar Bergman gjort en förtjusande film. Den är ingenting för avantgardister och litterära djupingar. Den är en 'vanlig' film, men sådana vanliga filmer är ovanliga."
Harry Schein i Bonniers Litterära Magasin: "Bortsett från åtskilliga kvicka turneringar i ord och bild fäster man sig särskilt vid Harriet Anderssons pubertetsflicka som tycker att livet är för djävligt och som önskar att hon vore pojke. Skådespelerskan genomför en rörande och utomordentligt skicklig balansgång mellan barn och kvinna och stjäl med sin otroligt naturliga replik åtskilliga spelscener från så pass rutinerade aktörer som Gunnar Björnstrand och Eva Dahlbeck."

## Rollista
- Eva Dahlbeck - Marianne Erneman
- Gunnar Björnstrand - David Erneman
- Yvonne Lombard - Suzanne
- Harriet Andersson - Nix, Ernemans dotter
- Åke Grönberg - Carl-Adam, skulptör
- Olof Winnerstrand - professor Henrik Erneman
- Birgitte Reimer - Lise
- John Elfström - Sam
- Renée Björling - Svea Erneman
- Dagmar Ebbesen - syster Lisa
- Sigge Fürst - prästen
- Torsten Lilliecrona - hotellportier

### Ej krediterade, urval
- Carl Ström
- Helge Hagerman
- Siv Ericks
- Gösta Prüzelius
- Arne Lindblad
- Georg Adelly